# Rue Professeur-Yves-Boquien
La rue Professeur-Yves-Boquien est une voie du Centre-ville de Nantes, en France.

## Situation et accès
Située dans le centre-ville de Nantes, la rue, qui se trouve sur la partie ouest de l'ancienne île Gloriette, débute quai de Tourville pour aboutir en impasse (un cheminement piétonnier permet néanmoins de la faire communiquer avec la rue Bias). C'est une artère bitumée, ouverte à la circulation automobile ; elle ne rencontre aucune autre artère.

## Origine du nom
La rue est dénommée en l'honneur de Yves Boquien (1904-1976) qui fut doyen de la faculté mixte de médecine et de pharmacie de Nantes jusqu'en 1967.

## Historique
L'aménagement de cette voie date du début des années 2000, tout comme le bâtiment qui la longe sur don côté est et qui abrite la bibliothèque universitaire (section santé).